# 北天 (天球)

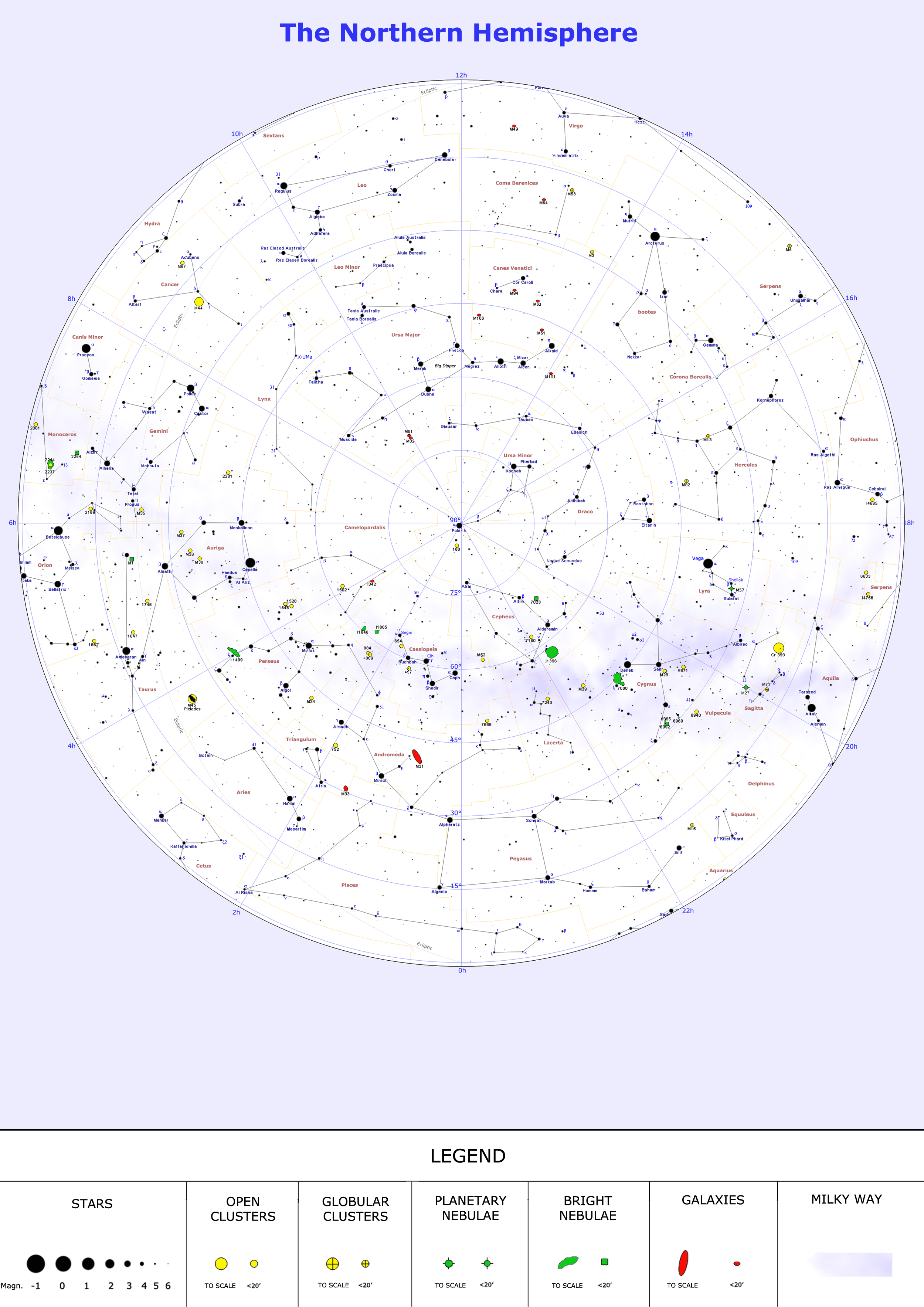
完整的北天半球星圖

天球北半球或北天是在天空中旋轉的天球的一部分。它是天球的半球。
北方天空（北方的星空，北天的星）是在天赤道以北，半個天空的星斗。從北極鳥瞰可以看見全部，越南方的觀測者能看見的就越少。
在能見度良好的情況下，觀測者大約可以很自在地看見2,000顆左右的恆星，使用雙筒望遠鏡大約可以看見20,000至40,000顆恆星。

## 天文學
在天文學，有關星圖來龍去脈的討論和著作中，它可能只會簡單的被稱為北半球。
為繪製天球圖譜的目的，天空被天文學家視為一個被天赤道分為南北兩個半球的球體。北天或北半球是天球在天球赤道以北的一半。即使這是一種將地球赤道理想的投影到假想的天球上，也不能將天球的南半球和北半球與地球半球混淆。